# محمدآباد (مسجدسلیمان، غرب)
محمدآباد یک روستا در ایران است که در دهستان تمبی گلگیر شهرستان مسجدسلیمان واقع شده‌است. محمدآباد ۷۷ نفر جمعیت دارد.